# Full Gear (2020)
Full Gear (2020) est un Pay-per-view de catch (lutte professionnelle) produit par la promotion américaine All Elite Wrestling (AEW). L'événement a eu lieu le 7 novembre 2020 au Daily's Place à Jacksonville (Floride). Il s'agit de la seconde édition de Full Gear.

## Contexte
Les spectacles de la All Elite Wrestling (AEW) sont constitués de matchs aux résultats prédéterminés par les scénaristes de la compagnie. Ces rencontres sont justifiées par des storylines – une rivalité entre catcheurs, la plupart du temps – ou par des qualifications survenues dans les shows de la AEW. Tous les catcheurs possèdent un gimmick, c'est-à-dire qu'ils incarnent un personnage gentil (Face) ou méchant (Heel), qui évolue au fil des rencontres. Un événement comme Full Gear est donc un événement tournant pour les différentes storylines en cours.

## Tableau des matchs
| Ordre par numéros | Résultat                                                                            | Stipulation(s) | Temps |
| --- | ----------------------------------------------------------------------------------- | --- | ----- |
| 1P | Serena Deeb (c) bat Allysin Kay par soumission                                      | Match simple pour le NWA World Women's Championship | 10:25 |
| 2 | Kenny Omega bat "Hangman" Adam Page                                                 | Match simple - Finale du tournoi Le gagnant du tournoi deviendra aspirant no 1 au AEW World Championship à Dynamite: Winter is Coming.                                                 | 16:25 |
| 3 | Orange Cassidy bat John Silver                                                      | Match simple | 9:40  |
| 4 | Darby Allin bat Cody Rhodes (c) (avec Arn Anderson)                                 | Match simple pour le AEW TNT Championship | 17:00 |
| 5 | Hikaru Shida (c) bat Nyla Rose (avec Vickie Guerrero)                               | Match simple pour le AEW Women's World Championship | 14:10 |
| 6 | The Young Bucks (Matt et Nick Jackson) battent FTR (Cash Wheeler et Dax Harwood (c) | Tag Team match pour les AEW World Tag Team Championship Tully Blanchard est banni des abords du ring. Si les Young Bucks perdent, ils n'auront plus d'opportunités pour les ceintures. | 28:35 |
| 7 | Matt Hardy bat Sammy Guevara                                                        | The Elite Deletion match | 19:39 |
| 8 | MJF (avec Wardlow) bat Chris Jericho                                                | Match simple Si MJF gagne, Wardlow et lui rejoindront The Inner Circle. | 16:10 |
| 9 | Jon Moxley (c) bat Eddie Kingston                                                   | « I Quit » match pour le AEW World Championship | 17:35 |
| La lettre C placée entre parenthèses désigne la personne ou l’équipe championne en titre. P – indique que le match a eu lieu lors du pré-show |                                                                                     | |       |

## Liens Externes
- Site officiel de la AEW